# Hengeyōkai
En la mitología japonesa los hengeyōkai son los yōkai con apariencia animal que tienen la habilidad de transformarse, generalmente en humanos. A pesar de su transformación, muchas veces, no pueden cambiar algunos aspectos tanto corporales como sociales, tanto ojos, colmillo, cola y bigotes, como actitud y alimentación. 
Los más conocidos son; 
- kitsune (zorro)
- tanuki (zorro-mapache)
- mujina (tejón)
- nekomata (gato)
- bakeneko (gato monstruo)
- nekomusume (mujer-gato)
- orochi (serpiente)
- jorōgumo (araña)

- Datos: Q5894362